# Бінаско
Бінаско (італ. Binasco) — муніципалітет в Італії, у регіоні Ломбардія, метрополійне місто Мілан.
Бінаско розташоване на відстані близько 470 км на північний захід від Рима, 17 км на південний захід від Мілана.
Населення — 7147 осіб (2012).
Покровитель — Beata Veronica.

## Демографія
Населення за роками:

Станом на 1 січня 2023 року в муніципалітеті офіційно проживало 606 іноземців з 48 країн, серед них 118 громадян країн Євросоюзу та 71 громадянин України.

## Сусідні муніципалітети
- Казариле
- Лакк'ярелла
- Новільйо
- Вернате
- Цибідо-Сан-Джакомо